# Paavo Talvela
Paavo Juho Talvela (Helsinki, 19 janvier 1897 – Helsinki, 30 septembre 1973) est un général finlandais. Après avoir reçu la formation de Jägers finlandais, il participe à de nombreux conflits dans son pays pendant la Première Guerre mondiale et la Seconde Guerre mondiale. Il fut un homme d'affaires et un politicien après la guerre.

## Débuts
Fils d'une famille de onze enfants, il s'engage à seize ans sur un bateau qui fait le tour de l'Australie par le cap Horn. Il effectue des études à Helsinki en 1921, puis à l'école d'artillerie en Finlande et ensuite, il étudie en Angleterre.

## Les guerres
Il s'engage dans la formation des Jägers finlandais, combat dans le golfe de Riga et à la rivière Missa. Se fait arrêter par la Suède pour trafic d'armes. Revient en fin 1917 pour former les Gardes.
Lors de la Guerre civile il fait partie des Gardes Blanches. Participe à l'expédition d'Aunust. De la guérilla dans les forêts en 1921. Il passe ensuite à sa formation, à de la fabrique d'alcool, dans une usine de cellulose.
La guerre d'hiver lui fait retourner à l'armée et le 5 décembre 1939 il forme un  groupe avec le J.R 16 pour la bataille de Tolvajärvi et prend le commandement du IIIe corps.
Avec la fin de la guerre, la loi martiale est instituée et il organise la voie de ravitaillement nord. Une mission en Allemagne lui fait rencontrer Hermann Göring.
Lors de la Guerre de continuation, il commande le VIe corps sous les ordres de Erik Heinrichs en Carélie. De nouveau en mission en Allemagne il rencontre Adolf Hitler en 1942 et reste en poste diplomatique jusqu'en 1944. Il se voit confier le IIe corps d'armée et le groupe Onlets, Himmler lui a proposé de prendre la tête d'un gouvernement pro-allemand, ce qu'il a refusé.

## Après-guerre
Il se consacre à l'industrie du papier, en Amérique du Sud.
Homme politique, inscrit au parti conservateur, il participe à l'élection de Svinhufvud, élu au conseil municipal d'Helsinki de 1954 à 1960. Il a pris sa retraite en 1966. 
Doué pour l'attaque, il était d'un naturel peu agréable pour les relations avec la hiérarchie. Il se réalisait dans les actions indépendantes.
Il est enterré dans le cimetière de Kulosaari d'Helsinki.
| Promotions | Plaquards | Décorations |
| - Lieutenant 18 février 1918 - Capitaine 16 mars 1918 - Commandant 20 mai 1918 - Lieutenant-colonel 16 mai 1925 - Colonel 15 juin 1928 - Général 1939 - Lieutenant général 1942 - Général d'infanterie 1966 - Chef d'état major 8 mars 1927 | Croix de l'Ordre de la Liberté · Croix Mannerheim · Croix de l'Ordre de la Liberté · Vapaudenristi 4. lk. kunniamerkkinauha · Rose Blanche de Finlande · Suojeluskuntajärjestön rautaisen ansioristin kunniamerkkinauha · Vapaussodan muistomitalin kunniamerkkinauha · Talvisodan muistomitalin kunniamerkkinauha · Jatkosodan muistomitalin kunniamerkkinauha · Heimosotaristin kunniamerkkinauha · Aunuksen muistomitalin kunniamerkkinauha · Saksan 2. lk. Rautaristin kunniamerkkinauha · Saksan Kotkan ritarikunnan 2. lk. kunniamerkin kunniamerkkinauha · Saksan maailmansotaan osallistuneiden kunniaristin kunniamerkkinauha · Unkarin ensimmäisen maailmansodan muistomitalin kunniamerkkinauha · Italian Kruunuritarikunnan komentajamerkin kunniamerkkinauha · Norjan Pyhän Olavin ritarikunnan komentajamerkin kunniamerkkinauha · Ruotsin miekkaritarikunnan 1. lk. komentajamerkin kunniamerkkinauha · Ruotsin Vaasa ritarikunnan 1. lk. komentajamerkin kunniamerkkinauha · Vapaudenristin rintatähti · Mannerheim-risti 2. lk. · Jääkärimerkki · Saksan 1. lk. Rautaristi · Saksan kultainen risti · Saksan Kotkan ritarikunnan rintatähti · Miekkaritarikunnan 1. lk. komentajamerkin rintatähti · Wasa ritarikunnan 1. komentajan rintatähti | - Croix de la Liberté 1re classe feuille de chêne et étoile - Chevalier de la Croix de Mannerheim 2e classe. - Croix de la Liberté 1re classe feuille de chêne - Croix de la Liberté 1re classe - Commandant Rose blanche de Finlande 1re classe - Croix de libération 4e classe en fer - Ordre du mérite de l'organisation de la Garde de fer - Médaille de commémoration de la guerre avec boucle - Médaille de la Guerre d'hiver - Médaille commémorative de la Guerre de Continuation - Croix de la Guerre Tribale - Médaille commémorative d'Onolets - Marque des chasseurs - Croix de fer 1re classe - Croix de fer 2eclasse - Aigle allemand 2e classe - Croix d'or allemande - Croix de la Seconde Guerre mondiale « avec honneur » d'Allemagne - Médaille de commémoration de la Première Guerre mondiale Hongrie - Commandant de la Couronne d'Italie - Commandeur de l'Ordre de St-Olaf, Norvège - Commandant de l'Ordre suédois de l'Epée 1re classe. - Commandant de l'Ordre suédois de Vaasa ritarikunnan 1re classe |